# ID college
ID College was een Nederlands regionaal opleidingscentrum met vestigingen in Alphen aan den Rijn, Gouda, Leiden, Leidschendam-Voorburg, Woerden , Katwijk aan zee en Zoetermeer. Behalve middelbaar beroepsonderwijs verzorgde ID College ook cursussen voor volwassenen. Sinds 1 september 2017 is ID College gefuseerd met ROC Leiden tot mboRijnland.
Tot 1996 was het aanbod aan middelbaar onderwijs in Gouda versnipperd over een groot aantal scholen. Zo bestonden er scholen voor middelbaar en technisch onderwijs, kort middelbaar beroepsonderwijs, het leerlingenwezen, vormingswerk voor jongeren en volwassen, basiseducatie en diverse voortgezette opleidingen. In 1996 werd het regionaal opleidingencentrum gevormd waarin deze opleidingen werden gebundeld. In 2001 kreeg het centrum de nieuwe naam "ID College".
De letters ID staan voor individualiteit en identiteit.
De hoofdvestiging is in Gouda. Nevenvestigingen zijn te vinden in Alphen aan den Rijn, Leiden, Leidschendam-Voorburg, Woerden en Zoetermeer. 
Het ID College verzorgt middelbaar beroepsonderwijs en volwasseneneducatie, waaronder Vavo-opleidingen. De mbo-opleidingen zijn verdeeld over de volgende afdelingen:
- Bakkerij & Horeca
- Economie
- Facilitaire Dienstverlening
- Gezondheidszorg
- Orde & Veiligheid
- Sport & Bewegen
- Techniek & ICT
- Uiterlijke verzorging
- Welzijn
- Entreeopleidingen

Op 13 februari 2015 werd bekendgemaakt dat ID College de onderwijstaken van het in financiële moeilijkheden geraakte ROC Leiden zou overnemen. In april 2017 werd vervolgens bekendgemaakt dat ROC Leiden en ID College in september 2017 samengaan onder de naam mboRijnland. Ook de niet tot het MBO behorende onderdelen van beide instituten (zoals Boerhaave College Leiden en VAVO ID College) zullen die naam dragen.